# Freese
Freese ist ein niederdeutscher Familienname und ist eine Variante von Friese mit ebendieser Bedeutung.

## Verbreitung
Der Name Freese und seine Varianten kommen in Deutschland recht häufig vor. Der Schwerpunkt des Vorkommens liegt in Ostfriesland und den Nachbarregionen.
In den Niederlanden und Belgien ist er ebenfalls verbreitet.

## Namensträger
- Anja Freese (* 1965), deutsche Schauspielerin
- Anna-Lena Freese (* 1994), deutsche Leichtathletin
- Bertus Freese (1902–1959), niederländischer Fußballspieler
- Burkhard Freese (1956–2013), deutscher Radsportler, DDR-Meister
- Carl Freese (1807–1892), deutscher Philologe und Pädagoge, Mitglied der Frankfurter Nationalversammlung
- Carl William Freese (1828–1899), Tuchhändler und Mitglied der lübeckischen Bürgerschaft
- David Freese (* 1983), US-amerikanischer Baseballspieler
- Detlef Freese, deutscher Basketballspieler
- Dieter Freese (* 1939), deutscher Raubmörder
- Elke Freese (1964–2012), deutsche Landschaftsökologin
- Eva Freese (* 1963), deutsche Schauspielerin
- Finn Große-Freese (* 2001), deutscher Triathlet
- Gerhard Freese (1923–2001), deutscher Architekt und Designer
- Gerhild Freese (1941–2022), deutsche Schmuckgestalterin
- Gunhild Freese, deutsche Journalistin
- Hans Freese (Bildhauer) (vor 1690 – nach 1710), deutscher Bildhauer und Bildschnitzer
- Hans Freese (Maler) (1886–1966), deutscher Maler
- Hans Freese (Architekt) (1889–1953), deutscher Architekt und Hochschullehrer
- Hans Freese (Musiker) (1904–1986), deutscher Musiker, Dirigent und Kapellmeister
- Hans Freese (Schwimmer) (1918–1941), deutscher Schwimmer
- Heike Freese (* 1986), deutsche Fußballspielerin
- Heinrich Freese (1853–1944), deutscher Fabrikant und Sozialreformer
- Heinz-Dieter Freese (* 1957), deutscher Pastor und Luftbildarchäologe
- Hermann Freese (1819–1871), deutscher Maler
- Horst Freese (* 1944), deutscher Eisschnellläufer
- Iko Freese (* 1971), deutscher Fotograf
- Ina Freese (1868–1916), deutsche Schulleiterin
- Jakob Freese (1720–1778), Stralsunder Bildhauer
- Jan Freese (* 1973), deutscher Bühnenbildner
- Jannik Freese (* 1986), deutscher Basketballspieler
- Jason Freese (* 1975), US-amerikanischer Rockmusiker
- Johann Conrad Freese (1757–1819), preußischer Verwaltungsbeamter und ostfriesischer landeskundlicher Schriftsteller
- Josh Freese (* 1972), US-amerikanischer Schlagzeuger
- Katherine Freese (* 1957), US-amerikanische Physikerin deutscher Herkunft
- Kirstin Fussan-Freese (* 1962), deutsche Politikerin (SPD), MdA
- Louis Freese (* 1970), US-amerikanischer Rapper, siehe B-Real
- Ludwig Freese (1859–1936), deutscher Architekt und Geheimer Oberbaurat
- Maren-Kea Freese (* 1960), deutsche Filmregisseurin und Drehbuchautorin
- Matt Freese (* 1998), US-amerikanisch-deutscher Fußballspieler
- Olaf Freese (* 1968), deutscher Lichtdesigner, der überwiegend für Opernproduktionen arbeitet
- Otto Freese (1927–2009), deutscher Architekt und Leiter von Bauämtern in Freiburg, Bremen und Hamburg
- Peter Freese (1939–2020), deutscher Amerikanist
- Roland Freese (* 1958), deutscher forensischer Sozialpsychiater
- Rudolf Freese (1879–1963), deutscher Politiker (FDP)
- Theophilus Wilhelm Freese (1696–1763), bremischer Bildhauer, siehe Theophilus Wilhelm Frese
- Ulrich Freese (* 1951), deutscher Politiker (SPD)
- Uwe Freese (* 1957), deutscher Radsportler
- Werner Freese (1931–1982), deutscher Schauspieler, Regisseur, Dozent und Schauspieldirektor

Daneben gibt es
- in Dornum ein Oma-Freese-Huus als Museum
- Familie Freese, fiktive Hauptpersonen der Radio-Comedy Wir sind die Freeses

## Namensvarianten

### Deutschland
Freese, Frese, Fries, Friese, Frehse, de Freese, de Frese, de Fries, de Friese, de Vreese, de Vrese, de Vries, de Vrieze, Vriese

### Belgien
Frees, Frese, Fries, Friese, de Fries, de Vreese, de Vreeze, de Vries, de Vrieze

### Niederlande
Frees, Frese, Fries, Friese, de Vreese, de Vreeze, De Vries, de Vriese, de Vrieze

### USA (nur bei den 50.000 häufigsten Namen)
Freese, Frees, Frese, Fries, Friese, Defreese, Defrese, Defries, Devries